# Stara usnjarna, Ptuj
Stara usnjarna, nekdaj tudi Pirichova usnjarna, je spomeniško zaščitena zgradba na Ptuju na Dravski ulici 14, na levem bregu Drave in na območju nekdanjega kopališča. Stavba je večnadstropna, podolgovata in datira v leto 1860.
Stavba je trenutno (l. 2021) zapuščena, potrebna obnove in po mnenju nekaterih kazi podobo starega mesta. Po ogledu konservatorjev ZVKDS leta 2015 ji je bil podeljen status spomeniško zaščitene stavbe. Ker je spomeniško zaščitena, je ni dovoljeno porušiti.